# Ширшин, Григорий Чоодуевич
Григо́рий Чооду́евич Ши́ршин (р. 5 августа 1934 года, с. Нарын Эрзинского хошуна ТНР) — первый секретарь Тувинского республиканского комитета партии (до июня 1990 г. — обком КПСС), депутат Верховного Совета СССР IX—XI созывов.

## Биография
Родился 5 августа 1934 года в селе Нарын Эрзинского хошуна ТНР.
С 1950 года работает в Эрзинском районе секретарем народного суда, с 1952 года заведующий отделом райкома ВЛКСМ. В 1954—1955 годах служил в Советской армии, после возвращения из нее вернулся в родной район. После окончания в 1957 году Кызылского педучилища работает учителем.
С 1957 по 1959 годы — 2-й, затем 1-й секретарь Эрзинского райкома ВЛКСМ. Член КПСС с 1958 года.
С 1959 года работает в г. Кызыле заведующим отделом Тувинского обкома ВЛКСМ, затем 1-м секретарем горкома ВЛКСМ. 
С 1960 года работал секретарем, 2-м секретарем и в 1961 году становится 1-м секретарем Тувинского обкома ВЛКСМ. 
В 1964 году закончил заочно Высшую партийную школу при ЦК КПСС.
В 1967 году переведен на пост заведующего отдела пропаганды и агитации Тувинского обкома КПСС, в 1972 году становится секретарем Тувинского обкома КПСС и в том же году заканчивает Академию общественных наук при ЦК КПСС с получением научной степени «кандидат исторических наук». После смерти 11 мая 1973 года Салчака Токи избран 1-м секретарем Тувинского обкома (с июня 1990 года — рескома) КПСС и без перерывов занимал этот пост до прекращения деятельности КПСС в 1991 году.
В период с 1976 по 1990 годы избирался кандидатом в члены ЦК КПСС, с июля 1990 года — член ЦК КПСС. 
Делегат XXV,XXVI, XXVII, XXVIII съездов КПСС. 
Неоднократно избирался депутатом Верховного Совета Тувинской АССР – 1 (1962-1967), 2 (1967-1971), 3 (1971-1975), 5 (1980-1985), 6 (1980-1985), 7 (1990-1993) созывов, депутатом Верховного Совета Советского Союза – 8 (1970-1974), 9 (1974-1979),10 (1979-1984),11 (1984-1989) созывов, а также народным депутатом СССР (1989-1991).
После распада СССР и запрещения КПСС в 1992-1996 годах работал советником 1-го заместителя председателя правительства, представителем президента Республики Тыва по связям с Монголией с правами заместителя главы правительства.
В 1995-1998 годы – председатель Великого Хурала (съезда) народа Республики Тыва. С 1998 года по 2002 год – депутат Верховного Хурала Республики Тыва по Эрзинскому избирательному округу № 32, был председателем Комитета по бюджету, налогам и финансам.

## Награды
Григорий Чоодуевич Ширшин награждён орденами Ленина, Октябрьской революции и Знак Почета, медалями «За доблестный труд. В ознаменовании 100-летия со дня рождения В.И. Ленина» и «За отличие в охране государственной границы СССР», а также Почетной Грамотой Президиума Верховного Совета СССР. 
Помимо этого был награждён орденом Полярной Звезды (Монголия), медалями, дважды награждён орденом Республики Тыва (2004, 2008 гг.), орденом «Буян-Бадыргы» I степени (2021 г.), званием «Почетный гражданин города Кызыла» (2004 г.).
Также имеет награды от ЦК КПРФ – ордена «За заслуги перед партией» и «Партийная доблесть».